# Banfoulagoué
Banfoulagoué, également appelé Banflagoué, est une commune rurale située dans le département de Kourinion de la province de Kénédougou dans la région des Hauts-Bassins au Burkina Faso.

## Géographie
Banfoulagoué se trouve à 5 km au nord de Guéna et de la route nationale 8.

## Santé et éducation
Banfoulagoué accueille un centre de santé et de promotion sociale (CSPS).